# NASDAQ Dubai
NASDAQ Dubai – giełda papierów wartościowych w Dubaju w Zjednoczonych Emiratach Arabskich. Według stanu na 16 kwietnia 2015 roku, na giełdzie notowane są akcje 9 spółek, a całkowita kapitalizacja wyniosła 33,993 mld dolarów.
Giełda rozpoczęła działalność 26 września 2005 roku jako Dubai International Financial Exchange (DIFX). W 2008 roku zmieniła nazwę na NASDAQ Dubai, w wyniku przejęcia jednej trzeciej udziałów w giełdzie przez NASDAQ OMX.
W 2007 roku na giełdzie miała miejsce największa IPO na Bliskim Wschodzie, gdy na giełdę weszła spółka DP World uzyskując w wyniku emisji 4,96 mld dolarów.